# Оток Вирје
Оток Вирје (хрв. Otok Virje) је насељено место у општини Цестица, Вараждинска жупанија, Хрватска.

## Историја
До територијалне реорганизације у Хрватској било је у саставу старе општине Вараждин.

## Становништво
У попису становништва из 2011. године, Оток Вирје је имало 251 становника.
| Број становника према пописима | Број становника према пописима | Број становника према пописима | Број становника према пописима | Број становника према пописима | Број становника према пописима | Број становника према пописима | Број становника према пописима | Број становника према пописима | Број становника према пописима | Број становника према пописима | Број становника према пописима | Број становника према пописима | Број становника према пописима | Број становника према пописима | Број становника према пописима |
| ------------------------------ | ------------------------------ | ------------------------------ | ------------------------------ | ------------------------------ | ------------------------------ | ------------------------------ | ------------------------------ | ------------------------------ | ------------------------------ | ------------------------------ | ------------------------------ | ------------------------------ | ------------------------------ | ------------------------------ | ------------------------------ |
| 1857                           | 1869                           | 1880                           | 1890                           | 1900                           | 1910                           | 1921                           | 1931                           | 1948                           | 1953                           | 1961                           | 1971                           | 1981                           | 1991                           | 2001                           | 2011                           |
| 6                              | 0                              | 0                              | 0                              | 0                              | 0                              | 0                              | 0                              | 0                              | 97                             | 172                            | 215                            | 233                            | 248                            | 261                            | 251                            |

Напомена: Настало 1981. издвајањем истоименог дела из насеља Вирје Крижовљанско у самостално насеље. Исказано као део насеља 1857. Од 1869. до 1948. подаци су садржани у насељу Вирје Крижовљанско.